# 小行星21665
小行星21665（21665 Frege）是一颗绕太阳运转的小行星，为主小行星带小行星。该小行星于1999年9月5日发现。

## 轨道参数
小行星21665的轨道半长轴为2.2719837 UA，离心率为0.126。